# アリスプロジェクト
アリスプロジェクト（英文表記: Alice Project）は、広島県呉市に本社を置く株式会社クリーブラッツ（英文表記: Kleeblatt inc.）が運営する日本の芸能事務所。

## 概要
WEBサイト制作や楽曲制作、イベントや店舗等のプロデュース等の業務内容で運営していた株式会社クリーブラッツが2010年5月に芸能事業部として立ち上げたのが「アリスプロジェクト」である。
元々楽曲制作、イベントプロデュースを行っていた経験を生かし、アイドルユニットの育成に力を入れている。
所属するタレントの多くはアイドル志望で、その他モデル志望や女優志望のタレントも抱えている。
面接、登録料、レッスン料、寮費等全ての費用を無料にてプロデュースする事を前面に出している芸能事務所である。

## 特徴
- 最強の地下アイドル「仮面女子:アリス十番/スチームガールズ/アーマーガールズ/イースターガールズ」を主軸に、日本初のゲーム専門アイドルユニット「ゲームガールズ」、世界初のライブでダイブするアイドルユニット「ぴゅあふる」や、イベント『大つけ麺博』のイメージガールユニット「トッピング☆ガールズ」等の多数のアイドルユニットをプロデュースしている。
- 秋葉原に専用の常設劇場「仮面女子CAFE P.A.R.M.S」を持ち、所属するアイドルユニットが毎日公演を行っている。
- 作家陣が整っており所属ユニットの楽曲のほとんどを自社で制作しているほか、過去にはSMAPやEXILE等にも楽曲を提供してきている。
- 2016年12月1日、大阪での専用劇場「仮面女子シアター」オープンを発表[2]。

## 専用常設劇場『仮面女子CAFE P.A.R.M.S』
東京・秋葉原に専用常設劇場仮面女子CAFE P.A.R.M.S（パームス）を持つ。
P.A.R.M.Sの各文字は「Pasela Aliceproject Real Music Stage」の頭文字である。
2011年3月27日に閉店した、旧ishimaru soft本店跡に2012年12月22日に開店したパセラリゾーツAKIBAマルチエンターテイメントの7階を使用して、2012年12月23日にプレオープン、2012年12月31日に本オープンした。
この場所は石丸電気時代から多くのアイドルがイベントを行ってきた。
2013年1月4日からは毎日公演を行い、アリス十番を始めとした所属ユニットが出演している。
観客収容人数はアイドルの常設劇場としては国内最大クラスとなる約400人。
2013年3月に累計入場者数が2万人を突破。
2013年10月には累計入場者数10万人を突破した。

### 所在地
〒101-0021
東京都千代田区外神田1丁目1-10
パセラリゾーツAKIBAマルチエンターテイメント7階

### アクセス
JR秋葉原駅/TX秋葉原駅/東京メトロ日比谷線秋葉原駅より徒歩約3分

## 専用常設劇場 『仮面女子シアター』
アリスプロジェクトWESTの拠点として、大阪・ミナミに専用常設劇場仮面女子シアターを新たにオープン。
第四の仮面女子イースターガールズを始め、仮面女子候補生WESTや仮面女子研究生にあたるスライムガールズWESTらが毎日公演を行っている。
また、東京所属のアリスタレントが大阪・ミナミの仮面女子シアターでの公演に参加する事や、大阪所属のアリスタレントが東京・秋葉原の仮面女子CAFE P.A.R.M.Sでの公演に参加する事もある。

### 所在地
〒542-0082 大阪府大阪市中央区島之内2丁目6-34

### アクセス
Osaka Metro長堀橋駅/松屋町駅より徒歩約6分/日本橋駅より徒歩約11分

## 所属ユニット

### 仮面女子
- 仮面女子

### 仮面女子構成ユニット
- アリス十番 ＊東京
- スチームガールズ ＊東京 (アリス十番候補生ユニット)
- アーマーガールズ ＊東京 (アリス十番候補生ユニット)
- イースターガールズ ＊大阪

### 仮面女子＊東京派生ユニット
- チェリーブロッサム　※
- ぴゅあふる　※
- Prism　※
- 麻友美 with ほわいと☆milk→ほわいと☆milk
- kiraboshi

※この3ユニットは現在の「アリス十番」の母体かつ原型となったユニットであり、実質どのユニットよりも長く存在している。2012年以降はアリスの母体ユニットを「アリス十番」にする関係で派生ユニットへと変更された経緯がある。

### 仮面女子候補生
- 仮面女子候補生 ＊東京
- 仮面女子候補生WEST ＊大阪

### 仮面女子候補生＊東京派生ユニット
- OZ
- ぱー研！

### 仮面女子研究生
- スライムガールズ ＊東京
- スライムガールズWEST ＊大阪

### AJ(アリス嬢)
- 就活応援隊 with アポself→AJ's→令和AJ's ＊東京

### アリスプロジェクト＊東京派生ユニット
- ミカワ仮面 - 美川憲一とのコラボユニット
- ポイサン委員会 - 見た目は木下友里に瓜二つのサンダーソニアと森下舞桜に瓜二つのポインセチアからなる妖精ユニット。ただし、現在の姿は2016年に誕生した三代目である。こちらにあるような昇格制度はこのユニットに関してはその概念がないため存在しない。
- アイドル妖怪カワユシ♥ (唯一のメジャーデビューユニット)
- トッピング☆ガールズ→トッピング☆ガールズ2.0→トッピング☆ガールズGT→トッピング☆ガールズFINAL→トッピング☆ガールズFTTB→トッピング☆ガールズIRDK→七代目トッピング☆ガールズ(ドリームプロジェクト茜紬うた・中丸葵・野﨑ゆりか・山本あこと合同)
- スープ☆ガールズ
- 肉汁ガールズ
- アレアガールズ
- 街角景気☆JAPAN↑→街角景気☆仮面女子↑
- ゲームガールズ
- 秋葉仮面
- 無限女子 〜powered by 仮面女子〜→無限女子 Forward 〜powered by 仮面女子〜
- アリス・オブ・ナイトメア
- がっぽり仮面女子
- ネオアリス
- みるく.com
- アキバッチ！

### その他の関連ユニット
- カランコエ

## 所属者

### 仮面女子/アリス十番
| 名前 (読み)                | 派生ユニット | 備考                          |
| -------------------------- | --- | ----------------------------- |
| 木下友里 (きのした ゆうり) | ぴゅあふる ポイサン委員会:サンダーソニア(三代目) トッピング☆ガールズFTTB kiraboshi                                                                        | 3代目リーダー 2/11卒業予定    |
| 涼邑芹 (すずむら せり)     | ぴゅあふる トッピング☆ガールズFTTB 七代目トッピング☆ガールズ:リーダー 秋葉仮面 kiraboshi                                                                  | 副リーダー                    |
| 森下舞桜 (もりした まお)   | Prism ポイサン委員会:ポインセチア(三代目) トッピング☆ガールズFTTB 七代目トッピング☆ガールズ 無限女子 Forward 〜powered by 仮面女子〜 kiraboshi カランコエ | 2代目赤仮面(仮面女子センター) |

### 仮面女子/スチームガールズ
| 名前 (読み)                | 派生ユニット | 備考                        |
| -------------------------- | --- | --------------------------- |
| 猪狩ともか (いがり ともか) | ほわいと☆milk:リーダー                                                                                             |                             |
| 小島夕佳 (こじま ゆうか)   | ぴゅあふる:リーダー 肉汁ガールズ:カラッと揚げ隊 七代目トッピング☆ガールズ 無限女子 Forward 〜powered by 仮面女子〜 | 元仮面女子/アリス十番(移籍) |

### 仮面女子/アーマーガールズ
| 名前 (読み)                 | 派生ユニット                                              | 備考 |
| --------------------------- | --------------------------------------------------------- | ---- |
| 月野もあ (つきの もあ)      | Prism 無限女子 Forward 〜powered by 仮面女子〜 カランコエ | -    |
| 蒼井乃々愛 （あおいののあ） | -                                                         | -    |

### 仮面女子/イースターガールズ
| 名前 (読み)                | 派生ユニット | 備考 |
| -------------------------- | ------------ | ---- |
| 暁成実 (あかつき なるみ)   | -            | -    |
| 瀬口こころ (せぐち こころ) | -            | -    |
| 橘真琴 (たちばな まこと)   | -            | -    |

### 仮面女子候補生
| 名前 (読み) | 派生ユニット | 備考 |
| ----------- | ------------ | ---- |

### 仮面女子候補生WEST
| 名前 (読み)                | 派生ユニット | 備考 |
| -------------------------- | ------------ | ---- |
| 美月きらり (みづき きらり) | -            | -    |

### スライムガールズ(仮面女子研究生)
| 名前 (読み) | 派生ユニット | 備考 |
| ----------- | ------------ | ---- |

## 過去の主な所属者
- 藍川千佳 あいかわ ちか (元アリス十番)
- 相澤さくら あいざわ さくら (元スライムガールズWEST)
- 愛沢美奈 あいざわ みな (元アーマーガールズ)
- 愛射めゆ あいる めゆ (元Prism)
- 赤名瑠香 あかな るか (元スライムガールズ)
- 赤星ぽち仔 あかほし ぽちこ (元ぴゅあふる)
- 秋本麗奈 あきもと れいな (元Prism)
- 朝倉彩花 あさくら あやか (元スチームガールズ)
- 麻友美 あさ ともみ (元アリス十番)
- 朝比奈舞花 あさひな まいか (元スライムガールズ)
- 天木じゅん あまき じゅん (元アーマーガールズ)
- 天羽まみ あまはね まみ (元AJ's)
- 天海莉音 あまみ りおん (元就活応援隊 with アポself)
- 新城ひめり あらき ひめり (元ぱー研！)
- 新矢皐月 あらや さつき (元スチームガールズ)
- 彩井まも あやい まも (元ぱー研！)
- 綾川小麦 あやかわ こむぎ (元アリス十番)
- 彩木七羽 あやき いろは (元スライムガールズWEST|仮面女子候補生WEST昇格予定)
- 綾瀬亜美 あやせ あみ (元アリス十番)
- 飯村麻衣子 いいむら まいこ (元スライムガールズ)
- 石原ほなみ いしはら ほなみ (元スライムガールズ)
- 市川ちひろ いちかわ ちひろ (元スライムガールズ)
- 一条波美 いちじょう なみ (元OZ:てんとう虫担当)
- 一ノ瀬愛歌 いちのせ あいか (元ぱー研！)
- 一宮ほのか いちみや ほのか (元スライムガールズ昇格予定)
- 伊東さな いとう さな (元トッピング☆ガールズ)
- 伊藤みう いとう みう(元アーマーガールズ)
- 稲葉恋花 いなば れんか (元OZ:悪い魔女担当)
- 井上蘭 いのうえ らん (元スライムガールズ)
- 上地じゅん うえち じゅん (元ぱー研！)
- 上村麗美 うえむら れみ (元就活応援隊 with アポself)
- 兎月葵音 うづき あおね (元令和AJ's)
- 臺真理絵 うてな まりえ (元アリス十番)
- 梅こうめ うめ こうめ (元スチームガールズ)
- 牡牛座めい おうしざ めい (元就活応援隊 with アポself)
- 岡本柚果 おかもと ゆずか (元ぱー研！)
- 小川愛夏 おがわ まなつ (元スライムガールズ)
- 小野寺なほ おのでら なほ (元アーマーガールズ)
- 和音はるか かずね はるか (元スライムガールズ)
- 片寄菜々 かたよせ なな (元OZ:ブリキ担当|スチームガールズ昇格予定)
- 鎌倉さゆ美 かまくら さゆみ (元スライムガールズ)
- 神谷えりな かみや えりな (元アリス十番)
- 亀田伶央奈 かめだ れおな (元スチームガールズ)
- 川原結衣 かわはら ゆい (元スライムガールズ)
- 神崎とと かんざき とと (元就活応援隊 with アポself)
- 神崎奈緒 かんざき なお (元Prism)
- 木内玲奈 きうち れいな (元スライムガールズ)
- 北野奈々美 きたの ななみ (元令和AJ's)
- 北村真姫 きたむら まき (元アーマーガールズ)
- 木下あい きのした あい (元チェリーブロッサム)
- 木下なつか きのした なつか (元スライムガールズWEST)
- 桐谷真央 きりたに まお (元アリス十番)
- 楠木まゆ くすのき まゆ (元アリス十番)
- 窪田美沙 くぼた みさ (元アーマーガールズ)
- 倉崎ばんり くらさき ばんり (元スライムガールズWEST)
- 胡桃そら くるみ そら (元アーマーガールズ)
- 黒木ひなこ くろき ひなこ (元アーマーガールズ)
- 黒瀬サラ くろせ さら (元スチームガールズ)
- 小板橋優姫 こいたばし ゆうき (元アリス十番)
- 小糸なぎさ こいと なぎさ (元仮面女子候補生WEST←スライムガールズ昇格予定(移籍))
- 小桜愛霧 こざくら あいむ (元令和AJ's)
- 小林桃子 こばやし ももこ (女優)
- 小針あかね こばり あかね (元ぱー研！)
- 五比桐美憂 ごひちぎり みゆう (元イースターガールズ)
- 小日向梓 こひなた あずさ (元スライムガールズ)
- 小柳朋恵 こやなぎ ともえ (元スチームガールズ)
- 斎藤萌 さいとう めい (元ぴゅあふる)
- 坂本舞菜 さかもと まな (元アリス十番)
- 桜のどか さくら のどか (元アリス十番)
- 桜雪 さくら ゆき (元アリス十番)
- 佐倉梨杏 さくら りな (元スチームガールズ)
- 佐竹ゆいか さたけ ゆいか (元アリス十番)
- 佐藤トモナ さとう ともな (元OZ:研究生)
- 佐藤七彩 さとう ななせ (元ぱー研！)
- 澤田リサ さわだ りさ (元アリス十番)
- 椎名みみ しいな みみ (元ぱー研！)
- 塩谷彩香 しおたに さやか (元アリス十番)
- 志葵いのり しき いのり (元スライムガールズ)
- 東雲アラシ しののめ あらし (元令和AJ's)
- 篠峰りん しのみね りん (元仮面女子候補生WEST)
- 清水愛莉 しみず あいり (元就活応援隊 with アポself)
- 白羽都々華 しらば つづか (元ぱー研！)
- 鈴木真実 すずき まみ (元アリス十番)
- 鈴村愛理 すずむら あいり (元OZ:みつばち担当)
- 瀬崎結菜 せざき ゆいな (元OZ:ドロシー担当)
- 瀬菜莉乃愛 せな りのあ (元スライムガールズ)
- 曽和結莉乃 そわ ゆりの (元スライムガールズ|仮面女子候補生昇格予定)
- 小鳥遊さと たかなし さと (元OZ:カカシ担当)
- 鷹藤ひの たかふじ ひの (元アーマーガールズ)
- 立花あんな たちばな あんな (元アリス十番)
- 千葉みな美 ちば みなみ (元スライムガールズ)
- 月宮かれん つきみや かれん (元スチームガールズ)
- 月村麗華 つきむら れいか (元アリス十番→元プレイングマネージャー)
- 月山こまり つきやま こまり (元仮面女子候補生WEST)
- 剣城琴音 つるぎ ことね (元イースターガールズ)
- 戸井響 とい ひびき (元スライムガールズ)
- 東條るみな とうじょう るみな (元ぱー研！)
- 鳥越ゆいな とりごえ ゆいな (元OZ:悪い魔女担当)
- 永瀬みく ながせ みく (元スライムガールズ)
- 中田友子 なかだ ゆうこ (元OZ:研究生)
- 中村柚月 なかむら ゆずき (元OZ:ライオン担当←元ドリームプロジェクト スリジエ候補生:オーシャン(移籍))
- 中元ひより なかもと ひより (元ぱー研！)
- 渚りりか なぎさ りりか (元イースターガールズ)
- 七咲ある ななさき ある (元スライムガールズWEST)
- 成瀬紗季 なるせ さき (元OZ:研究生)
- 成瀬ルルカ なるせ るるか (元スライムガールズ)
- のむら夢乃 のむら むの (元トッピング☆ガールズGT)
- 橋本桃花 はしもと ももか (元スライムガールズ)
- 花城栞 はなしろ しおり (元スライムガールズ昇格予定)
- 早瀬愛夢 はやせ あむ (元アリス十番)
- 葉山やえ はやま やえ (元スライムガールズ)
- 春菜はな はるな はな (元トッピング☆ガールズ2.0)
- 春音みぃ はるね みぃ (元スライムガールズ)
- ひかり優 ひかり ゆう (元ぱー研！)
- 雛咲美鈴 ひなさき みすず (元OZ:グリンダ担当)
- ひなたさゆり (元チェリーブロッサム)
- 日向夕奈 ひむかいゆうな (元OZ:ドロシー担当)
- 姫里苺花 ひめさと いちご (元仮面女子候補生WEST)
- 広澤愛花 ひろさわ あいか (元スライムガールズ)
- 深田真愛 ふかだ あい (元就活応援隊 with アポself)
- 藤崎麻美 ふじさき あさみ (元アリス十番)
- 古川雅 ふるかわ みやび (元スライムガールズ←元ドリームプロジェクト スリジエ候補生:ツリー(移籍))
- 星愛奈 ほし あいな (元スチームガールズ)
- 星野愛実 ほしの まなみ (元アーマーガールズ)
- 星野梨花 ほしの りんか (元OZ:みつばち担当)
- 星見愛菜 ほしみ あいな (元スライムガールズ)
- 星宮りり ほしみや りり (元イースターガールズ)
- 前園ありさ まえぞの ありさ (元スライムガールズ)
- 前田なつみ まえだ なつみ (元スチームガールズ)
- 真下ゆめか ました ゆめか (元スライムガールズ昇格予定)
- 真白エリー ましろ えりー (元スライムガールズ)
- 松上祐子 まつがみ ゆうこ (元スライムガールズ)
- 松村つばさ まつむら つばさ (元AJ's)
- 松山香 まつやま かおり (元トッピング☆ガールズ)
- 水沢まい みずさわ まい (元アリス十番)
- 宮瀬みあ みやせ みあ(元スチームガールズ)
- 望月れえな もちづき れえな (元就活応援隊 with アポself)
- 望月ゆの もちづき ゆの (元イースターガールズ)
- 百瀬ひとみ ももせ ひとみ (元アーマーガールズ)
- 桃乃あゆ ももの あゆ (元スライムガールズ昇格予定)
- 桃原里香 ももはら りか (元OZ:てんとう虫担当)
- 森カノン もり かのん (元アリス十番)
- 森乃そあ もりの そあ (元スライムガールズWEST)
- 谷澤舞琴 やざわ まこと (元スライムガールズ)
- 矢吹陽菜 やぶき ひな (元スライムガールズ昇格予定)
- 山上和香葉 やまがみ わかば (元OZ:ドロシー担当)
- 山下ゆあ やました ゆあ(元アーマーガールズ)
- 山田らいこ やまだ らいこ (元スライムガールズ)
- 油井冴華 ゆい さえか (元スライムガールズ)
- 侑姫ありさ ゆうき ありさ (元OZ:研究生)
- 結城める ゆうき める (元OZ:カカシ担当)
- 雪村りんご ゆきむら りんご (元就活応援隊 with アポself)
- 夢乃愛久 ゆめの あいく (元スライムガールズWEST)
- 夢野もね ゆめの もね (元スライムガールズ)
- 吉野まり よしの まり (元ぱー研！)
- 渡辺まあり わたなべ まあり (元アリス十番)